# Chileense parlementsverkiezingen 1961
De Chileense parlementsverkiezingen van 1961 vonden op 3 maart van dat jaar plaats. In de Kamer van Afgevaardigden werd de Frente de Acción Popular de grootste en in de Senaat werd de Partido Radical de grootste.

## Uitslagen

### Kamer van Afgevaardigden
| Partij                              | Afkorting                           | Stemmen   | Percentage | Zetels | Verschil | Alliantie |
| ----------------------------------- | ----------------------------------- | --------- | ---------- | ------ | -------- | --------- |
| Comandos Populares                  | CP                                  | 96        | 0,01%      | 0      |          |           |
| Partido Demócrata Cristiano         | PDC                                 | 213.468   | 15,93%     | 23     | 4        |           |
| Partido Conservador Unido           | PCU                                 | 198.260   | 14,80%     | 17     | 4        |           |
| Partido Radical                     | PR                                  | 296.828   | 22,15%     | 39     | 3        |           |
| Unión Nacional Laborista            | UNL                                 | 3.394     | 0,25%      | 0      |          |           |
| Partido Comunista                   | PCCh                                | 157.572   | 11,76%     | 16     | 12       | FRAP (40) |
| Partido Democrático                 | PDo                                 | 772       | 0,06%      | 0      |          | FRAP (40) |
| Partido Socialista                  | PS                                  | 149.122   | 11,13%     | 12     | 5        | FRAP (40) |
| Partido Democrático Nacional        | PADENA                              | 95.179    | 7,10%      | 12     |          | FRAP (40) |
| Partido Liberal                     | PL                                  | 222.485   | 16,60%     | 28     | 2        |           |
| Onafhankelijken                     | Ind.                                | 2.720     | 0,20%      | 0      | 2        |           |
| Totaal aantal geldige stemmen       | Totaal aantal geldige stemmen       | 1.339.896 | 96,70%     |        |          |           |
| Ongeldige stemmen en blanco stemmen | Ongeldige stemmen en blanco stemmen | 45.780    | 3,30%      |        |          |           |
| Totaal uitgebrachte stemmen         | Totaal uitgebrachte stemmen         | 1.385.676 | 100%       |        |          |           |

### Senaat
- 25 van de 45 zetels verkiesbaar

| Partij | Percentage | Zetels | Zeteltotaal |
| ------ | ---------- | ------ | ----------- |
| PDC    | 14,66%     | 2      | 3           |
| PCU    | 12,88%     | 2      | 5           |
| PS     | 13,58%     | 4      | 7           |
| PCCh   | 12,21%     | 4      | 4           |
| VNP    | 2,82%      | 1      | 1           |
| PADENA | 2,78%      | 0      | 1           |
| PDo    | 0,42%      | 0      | 0           |
| PR     | 23,76%     | 7      | 13          |
| PL     | 16,89%     | 5      | 9           |
| PANAPO |            |        | 1           |
| Ind.   |            |        | 1           |
| Totaal | 100%       | 25     | 45          |